# Bitwa pod Musa Qala
Bitwa pod Musa Qala − bitwa stoczona w dniach 7−12 grudnia 2007 roku w prowincji Helmand w miejscowości Musa Qala. Bitwa toczyła się między siłami ISAF (Wielka Brytania, USA, Dania, Estonia, Afganistan), a talibami.
Przed rozpoczęciem bitwy 2000 talibów weszło do miasta Musa Qala. W mieście napadali na prywatne gospodarstwa. Gubernator prowincji zgłosił te przestępstwa do sił rządowych Afganistanu.
Po południu 7 grudnia gotowe wojska ISAF weszły do miasta. Kilku talibów zostało zabitych na początku wymiany ognia. Po intensywnej walce, wieczorem nad miastem rozlokowano 19 helikopterów, które nocą patrolowały miasto i atakowały stanowiska bojowników.
Intensywne walki trwały nadal 8 grudnia. Talibowie nadal bronili swoich miejsc, które były otoczone przez pola minowe, co było głównym zagrożeniem dla wojsk ISAF. Tego dnia podczas zaciętej bitwy, zginęło 12 talibów, przejęto sporą ilość amunicji, z kolei u sił ISAF zginął brytyjski sierżant Lee Johnson. Talibowie 9 grudnia zajęli nowe pozycje w mieście, głównie do obrony. Miasto było już naszpikowane bombami, które zamontowali talibowie i po detonacji jednej z nich (fugasa) zginął amerykański kapral Tanner O'Leary. 10 grudnia wojska talibów wycofały się na północ miasta, wojska sił rządowych i ISAF zdobyły kontrolę nad większością miasta. 11 grudnia trwały ciężkie walki, które na celu miały wyparcie bojówek talibskich, zaś 12 grudnia NATO ogłosiło zwycięstwo nad talibami i ich całkowite wyparcie z miasta Musa Qala. Jednak dzień później poszukiwano w mieście jeszcze talibów, kilku żołnierzy ucierpiało w wyniku wybuchu min. Ostatecznie zostało zabitych 2 żołnierzy ISAF, 9 rannych, natomiast po drugiej stronie liczba zabitych sięgnęła 100.